# Liste der Local Municipalitys in der Provinz Limpopo

Die Provinz Limpopo mit Distrikten und Gemeinden (Stand 2016)

Die Liste der Gemeinden in der Provinz Limpopo führt alle Gemeinden (Local Municipalities) in der südafrikanischen Provinz Limpopo auf.
Limpopo (LIM) ist in fünf Distrikte (District Municipalities) mit insgesamt 25 Gemeinden eingeteilt.

## Legende
- Gemeinde: Name der Gemeinde
- Voller Name: Offizielle Bezeichnung der Gemeinde
- Code: Code der Gemeinde (Municipal Code)
- Sitz: Verwaltungssitz der Gemeinde
- Einwohner (Zensus): Anzahl der Einwohner der Gemeinde nach der Volkszählung aus dem Jahr 2001
- Einwohner (Zensus): Anzahl der Einwohner der Gemeinde nach der Volkszählung aus dem Jahr 2011
- Fläche: Fläche der Gemeinde (Stand 2011)
- Distrikt: Distrikt, zu dem die Gemeinde gehört

## Liste
| Gemeinde         | Voller Name                         | Code   | Sitz            | Einwohner Zensus 2001 | Einwohner Zensus 2011 | Fläche (km²) | Distrikt   |
| ---------------- | ----------------------------------- | ------ | --------------- | --------------------- | --------------------- | ------------ | ---------- |
| Greater Giyani   | Greater Giyani Local Municipality   | LIM331 | Giyani          | 239.287               | 244.217               | 4.172        | Mopani     |
| Greater Letaba   | Greater Letaba Local Municipality   | LIM332 | Modjadjiskloof  | 220.102               | 212.701               | 1.891        | Mopani     |
| Greater Tzaneen  | Greater Tzaneen Local Municipality  | LIM333 | Tzaneen         | 375.586               | 390.095               | 3.243        | Mopani     |
| Ba-Phalaborwa    | Ba-Phalaborwa Local Municipality    | LIM334 | Phalaborwa      | 131.091               | 150.637               | 7.462        | Mopani     |
| Maruleng         | Maruleng Local Municipality         | LIM335 | Hoedspruit      | 94.383                | 94.857                | 3.244        | Mopani     |
| Musina1          | Musina Local Municipality           | LIM341 | Musina          | 39.310                | 68.359                | 7.577        | Vhembe     |
| Mutale1          | Mutale Local Municipality           | LIM342 | Mutale          | 82.656                | 91.870                | 3.886        | Vhembe     |
| Thulamela2       | Thulamela Local Municipality        | LIM343 | Thohoyandou     | 580.829               | 618.462               | 5.835        | Vhembe     |
| Makhado2         | Makhado Local Municipality          | LIM344 | Louis Trichardt | 495.261               | 516.031               | 8.300        | Vhembe     |
| Blouberg         | Blouberg Local Municipality         | LIM351 | Senwabarwana    | 161.323               | 162.629               | 9.248        | Capricorn  |
| Aganang3         | Aganang Local Municipality          | LIM352 | Juno            | 147.682               | 131.164               | 1.881        | Capricorn  |
| Molemole         | Molemole Local Municipality         | LIM353 | Mogwadi         | 109.441               | 108.321               | 3.347        | Capricorn  |
| Polokwane        | Polokwane Local Municipality        | LIM354 | Polokwane       | 508.277               | 628.999               | 3.766        | Capricorn  |
| Lepelle-Nkumpi   | Lepelle-Nkumpi Local Municipality   | LIM355 | Lebowakgomo     | 227.970               | 230.350               | 3.463        | Capricorn  |
| Thabazimbi       | Thabazimbi Local Municipality       | LIM361 | Thabazimbi      | 63.921                | 85.234                | 11.190       | Waterberg  |
| Lephalale        | Lephalale Local Municipality        | LIM362 | Lephalale       | 96.102                | 115.767               | 13.784       | Waterberg  |
| Mookgophong4     | Mookgophong Local Municipality      | LIM364 | Mookgophong     | 30.759                | 35.640                | 5.689        | Waterberg  |
| Modimolle4       | Modimolle Local Municipality        | LIM365 | Modimolle       | 72.809                | 68.513                | 4.678        | Waterberg  |
| Bela-Bela        | Bela-Bela Local Municipality        | LIM366 | Bela-Bela       | 52.124                | 66.500                | 3.406        | Waterberg  |
| Mogalakwena      | Mogalakwena Local Municipality      | LIM367 | Mokopane        | 298.439               | 307.682               | 6.166        | Waterberg  |
| Ephraim Mogale   | Ephraim Mogale Local Municipality   | LIM471 | Marble Hall     | 121.327               | 123.648               | 2.011        | Sekhukhune |
| Elias Motsoaledi | Elias Motsoaledi Local Municipality | LIM472 | Groblersdal     | 221.647               | 249.363               | 3.713        | Sekhukhune |
| Makhuduthamaga   | Makhuduthamaga Local Municipality   | LIM473 | Jane Furse      | 262.005               | 274.358               | 2.097        | Sekhukhune |
| Fetakgomo5       | Fetakgomo Local Municipality        | LIM474 | Apel            | 92.083                | 93.795                | 1.105        | Sekhukhune |
| Greater Tubatse5 | Greater Tubatse Local Municipality  | LIM475 | Burgersfort     | 270.123               | 335.676               | 4.602        | Sekhukhune |

1 2016 aufgelöst und mit Musina vereinigt.

2 2016 wurde die Gemeinde Collins Chabane (LIM345) aus Teilen von Thulamela und Makhado gebildet.

3 2016 aufgelöst; der größte Teil ging an Polokwane, der Rest an Blouberg und Molemole.

4 2016 aufgegangen in der Gemeinde Modimolle-Mookgophong.

5 2016 aufgegangen in der Gemeinde Fetakgomo/Greater Tubatse (LIM476).